# Міннеаполіс
Міннеа́поліс (англ. Minneapolis) — місто в США, в окрузі Ганнепін штату Міннесота. З населенням чисельністю 430 тисяч осіб (станом на 2020 рік) Міннеаполіс є найбільшим містом штату і 46-м у всій країні.
Колишній мер: Ρ. Τ. Ρибак — американець українського походження.

## Географія
Місто розташоване на правому березі річки Міссісіпі, навпроти столиці штату, Сент-Пола. У межах Міннеаполіса розташовано 24 озера, що й зумовило його офіційну назву «місто озер».
Міннеаполіс розташований за координатами 44°57′48″ пн. ш. 93°16′6″ зх. д. / 44.96333° пн. ш. 93.26833° зх. д. (44.963323, -93.268284).  За даними Бюро перепису населення США в 2010 році місто мало площу 148,84 км², з яких 139,79 км² — суходіл та 9,05 км² — водойми.

### Клімат
| Клімат : Міннеаполіс                                | Клімат : Міннеаполіс | Клімат : Міннеаполіс | Клімат : Міннеаполіс | Клімат : Міннеаполіс | Клімат : Міннеаполіс | Клімат : Міннеаполіс | Клімат : Міннеаполіс | Клімат : Міннеаполіс | Клімат : Міннеаполіс | Клімат : Міннеаполіс | Клімат : Міннеаполіс | Клімат : Міннеаполіс | Клімат : Міннеаполіс |
| Показник                                            | Січ.                 | Лют.                 | Бер.                 | Квіт.                | Трав.                | Черв.                | Лип.                 | Серп.                | Вер.                 | Жовт.                | Лист.                | Груд.                | Рік                  |
| Абсолютний максимум, °C                             | 14,4                 | 17,8                 | 28,3                 | 35,0                 | 41,1                 | 40,0                 | 42,2                 | 39,4                 | 40,0                 | 32,2                 | 25,0                 | 20,0                 | 42,2                 |
| Середній максимум, °C                               | −4,6                 | −1,7                 | 5,2                  | 14,3                 | 20,8                 | 26,0                 | 28,6                 | 26,9                 | 22,1                 | 14,4                 | 5,1                  | −2,7                 | 12,9                 |
| Середня температура, °C                             | −9,1                 | −6,2                 | 0,4                  | 8,6                  | 15,1                 | 20,4                 | 23,2                 | 21,8                 | 16,7                 | 9,4                  | 0,9                  | −6,8                 | 7,9                  |
| Середній мінімум, °C                                | −13,6                | −10,7                | −4,3                 | 2,9                  | 9,4                  | 14,9                 | 17,8                 | 16,6                 | 11,3                 | 4,3                  | −3,2                 | −10,9                | 2,9                  |
| Абсолютний мінімум, °C                              | −40,6                | −36,1                | −35,6                | −16,7                | −7,8                 | 1,1                  | 6,1                  | 3,9                  | −3,3                 | −12,2                | −31,7                | −39,4                | −40,6                |
| Середня кількість сонячних годин на місяць          | 156,7                | 178,3                | 217,5                | 242,1                | 295,2                | 321,9                | 350,5                | 307,2                | 233,2                | 181,0                | 112,8                | 114,3                | 2710,7               |
| Норма опадів, мм                                    | 23                   | 20                   | 48                   | 68                   | 85                   | 108                  | 103                  | 109                  | 78                   | 62                   | 45                   | 29                   | 778                  |
| Днів з опадами                                      | 8,9                  | 7,4                  | 9,3                  | 10,7                 | 11,5                 | 11,3                 | 10,2                 | 9,7                  | 9,8                  | 9,2                  | 8,7                  | 9,8                  | 116,5                |
| Днів зі снігом                                      | 8,4                  | 6,8                  | 5,4                  | 2,0                  | 0,1                  | 0                    | 0                    | 0                    | 0                    | 0,6                  | 5,2                  | 9,3                  | 37,8                 |
| Вологість повітря, %                                | 69.9                 | 69.5                 | 67.4                 | 60.3                 | 60.4                 | 63.8                 | 64.8                 | 67.9                 | 70.7                 | 68.3                 | 72.6                 | 74.1                 | 67.5                 |
| --------------------------------------------------- | -------------------- | -------------------- | -------------------- | -------------------- | -------------------- | -------------------- | -------------------- | -------------------- | -------------------- | -------------------- | -------------------- | -------------------- | -------------------- |
| Джерело: NOAA (relative humidity and sun 1961−1990) |                      |                      |                      |                      |                      |                      |                      |                      |                      |                      |                      |                      |                      |

## Історія
Споконвіку індіанці плем'я дакота були єдиними жителями території майбутнього Міннеаполіса — поки у 1680 році не прибули французькі дослідники. Першим європейцем, що обстежив територію нинішнього Міннеаполіса, був католицький священик Луї Енпен (фр. Hennepin), на честь якого названий округ Ганнепін. Сполученим Штатам ці землі дісталися в результаті ряду договорів з дакотським плем'ям Мдевакантон (англ. Mdewakanton) і деякими європейськими державами. У 1819 році на місці злиття річок Міннесота і Міссісіпі американською армією побудовано Форт Шеллінг, який спонукав інтенсивне зростання області. При цьому плем'я Мдевакантон, наздогнане епідемією кашлюку, стало стрімко бідніти через різке скорочення чисельності буйволів, оленів і ведмедів, за безцінь продаючи свої землі. У 1867 році Міннеаполіс отримав статус міста, того ж року відкрилося літнє залізничне сполучення з Чикаго. Виникнення імені Міннеаполіс приписується до першого міського вчителя, який скомбінував слово «mni», що в перекладі з дакотських мов позначає «вода», і грецьке слово «polis» (місто).

## Демографія
Згідно з переписом 2010 року, у місті мешкало 382 578 осіб у 163 540 домогосподарствах у складі 71 972 родин. Густота населення становила 2570 осіб/км².  Було 178287 помешкань (1198/км²).
Расовий склад населення:
| - 63,8 % — білих - 18,6 % — чорних або афроамериканців - 5,6 % — азіатів - 2,0 % — корінних американців - 5,6 % — осіб інших рас |

До двох чи більше рас належало 4,4 %. Частка іспаномовних становила 10,5 % від усіх жителів.
За віковим діапазоном населення розподілялося таким чином: 20,2 % — особи молодші 18 років, 71,8 % — особи у віці 18—64 років, 8,0 % — особи у віці 65 років та старші. Медіана віку мешканця становила 31,4 року. На 100 осіб жіночої статі у місті припадало 101,2 чоловіків;  на 100 жінок у віці від 18 років та старших — 100,9 чоловіків також старших 18 років.
Середній дохід на одне домашнє господарство  становив 75 185 доларів США (медіана — 51 480), а середній дохід на одну сім'ю — 97 552 долари (медіана — 69 763). Медіана доходів становила 49 630 доларів для чоловіків та 45 207 доларів для жінок. За межею бідності перебувало 21,9 % осіб, у тому числі 30,1 % дітей у віці до 18 років та 14,0 % осіб у віці 65 років та старших.
Цивільне працевлаштоване населення становило 222 453 особи. Основні галузі зайнятості: освіта, охорона здоров'я та соціальна допомога — 26,7 %, науковці, спеціалісти, менеджери — 15,3 %, мистецтво, розваги та відпочинок — 12,8 %, роздрібна торгівля — 10,4 %.

## Транспорт
У 2004 році в місті відкрилась перша лінія легкого метро. На травень 2018 року в місті працюють дві лінії що обслуговують метрополійну область Мінніаполіс— Сент-Пол.

## Спорт
З 1963 року у місті проводиться міжнародний марафон.
В місті базуються команди з трьох основних професійних спортивних ліг США: Міннесота Тімбервулвз баскетбольна команда; Міннесота Вайкінгс команда з американського футболу та Міннесота Твінз бейсбольна команда.

## Відомі люди
- Гаррі О. Гойт (1885—1961) — американський сценарист і режисер
- Чарльз Райснер (1887—1962) — американський кінорежисер і актор
- Карл Блеген (1887—1971) — американський археолог
- Беверлі Бейн (1894—1982) — американська актриса
- Гелен Міллард (1905—1974) — американська акторка кіно
- Лью Ейрс (1908—1996) — американський актор
- Вірджинія Брюс (1910—1982) — американська співачка і акторка кіно, телебачення і радіо
- Джоан Барклай (1914—2002) — американська кіноакторка
- Решетар Іван (1924—2015) — історик і знавець радянських проблем
- Арлін Дал (1925—2021) — американська акторка театру, кіно та телебачення
- Томас Фрідман (* 1952) — американський журналіст, трикратний лауреат Пуліцерівської премії
- Тед Йохо (* 1955) — американський політик-республіканець
- Прінс (1958—2016) — американський рок-музикант, лауреат премій «Греммі», «Оскар» та «Золотий глобус». У 2005 році ім'я Прінса занесено до Зали слави рок-н-ролу.
- Тобі Пітерсен (* 1978) — американський хокеїст, центральний нападник.
- Atmosphere — гурт з міста.

## Коментар
1. ↑  Річний дохід на особу, яка працювала на повну ставку. Оцінка в доларах 2015 року.